# Friedrich Eberhard von Rochow
Pour les articles homonymes, voir Rochow.
Friedrich Eberhard von Rochow (né le 11 octobre 1734 à Berlin - mort le 16 mai 1805 au Manoir de Reckahn, Marche de Brandebourg) est un baron et pédagogue prussien de l'époque des Lumières, passé à la postérité pour ses réformes scolaires inspirées par la philanthropie.

## Famille
Friedrich Eberhard von Rochow (de) est issu d'une famille noble de la Marche, originaire de Suisse, mentionnée pour la première fois dans un document en 927 et qui s'est déplacée au XIe siècle en direction du Brandebourg pour faire la guerre aux Wendes qui y résident. C'est ainsi que la famille noble obtient sa première propriété dans la Marche, le village de Rochow.
Friedrich Eberhard von Rochow est le fils du ministre d'État prussien Friedrich Wilhelm III von Rochow (de) (1690-1764) et de son épouse Friedericke Eberhardine, née von Görne (de) (1700-1760).

## Biographie

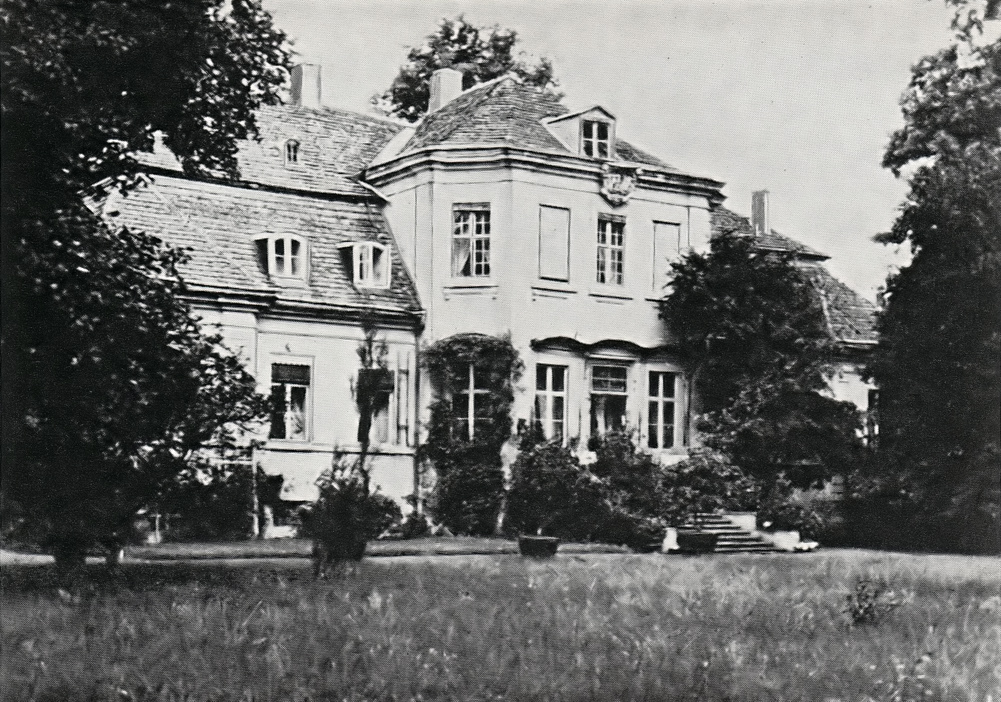
Le domaine familial de Reckahn (vers 1920).

Rochow, d'abord éduqué par des précepteurs, fréquenta ensuite pendant deux ans l'Académie de chevalerie de Brandebourg-sur-la-Havel, dépendant de la cathédrale de Brandebourg et fit ses premières armes comme lieutenant dans les Garde du corps du roi pendant la guerre de Sept Ans. Blessé à la bataille de Lobositz 1756 à la main gauche, puis ayant perdu la main droite dans un duel, il dut abandonner la carrière militaire. En 1759, il épousa Christiane-Louise von Bose (1734-1808). À partir de 1760 il se consacra à l'agriculture et aux sciences naturelles, devint en 1762 chanoine de Halberstadt et consacra dès lors aussi une partie de son temps à l'administration des domaines ecclésiastiques.
En tant que propriétaire terrien, il chercha à réformer les pratiques agricoles, mais dut bientôt constater qu'en cela, il se heurtait à l'ignorance et à la superstition des paysans. Il s'efforça donc d'améliorer les conditions de vie et le niveau d'instruction de ses paysans par l'institution d'une école.
La réforme de l'école rurale de Rochow est développée par Bernhard Christoph Ludwig Natorp (de) (1774-1846), Wilhelm von Türk (de) et Friedrich Wilhelm Gotthilf Frosch (de). 